# Карелова, Светлана Сергеевна
Светлана Сергеевна Карелова (бывшая Горшкова) (11 июля 1997 года) — российская баскетболистка. Мастер спорта России.

## Карьера
Воспитанница СШОР № 49 «Тринта» (тренер — Валентина Александровна Копенкина). Начинала свою карьеру в МБА, затем выступала в Премьер-Лиге за новосибирское и московское «Динамо». Сезон 2017/18 заканчивала в клубе «Вологда-Чеваката».
Во время игр за московское «Динамо» в ноябре 2018 года спускалась на две игры в Суперлигу-2. Там она усиливала ивановскую «Динамо-Энергию» в гостевых поединках против «Надежды-2».
После ухода из столичного «Динамо» на несколько лет уходила из баскетбола: некоторое время Карелова выступала в МЛБЛ за команду VK.
В 2023 году возобновила свою профессиональную карьеру, заключив контракт с клубом Суперлиги «Платов» (Новочеркасск).